# Jenner (Alberta)
Pour les articles homonymes, voir Jenner.
Jenner est un hameau (hamlet) de l'Aire spéciale No 2, situé dans la province canadienne d'Alberta.